# Trống đồng

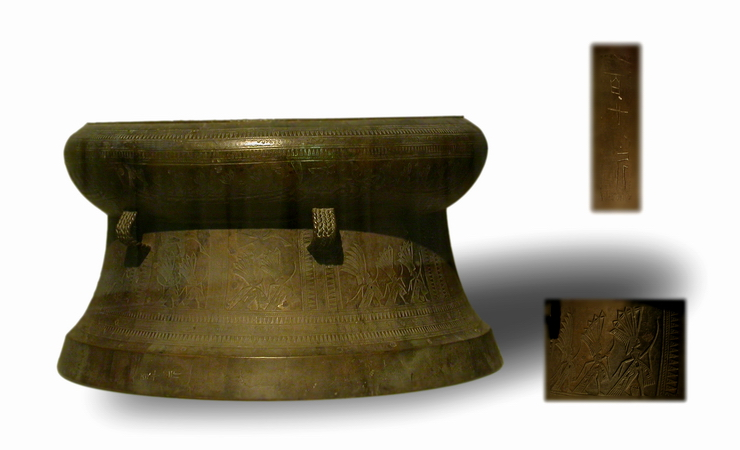
Trống đồng Đông Sơn

Trống đồng (giản thể: 铜鼓; phồn thể: 銅鼓; bính âm: tóng gǔ; Hán Việt: đồng cổ) là một loại nhạc cụ gõ bằng đồng hiện diện tại vùng Đông Nam Á và miền Nam Trung Quốc, xuất hiện từ thời đại đồ đồng.
Trống đồng không chỉ có chức năng nhạc khí mà còn có những chức năng khác như làm biểu tượng cho quyền lực, tôn giáo...Theo tín ngưỡng của người Việt thì trống đồng là một vật linh vì có vị thần tự xưng là thần trống đồng, tức thần Đồng Cổ đã giúp nhiều triều đại Việt Nam trong việc giữ nước hộ dân từ thời Vua Hùng, đến nhà Lý, nhà Trần... Trống được dùng trong các nghi lễ tôn giáo, trong lễ hội, và trong chiến tranh khi người thủ lĩnh bộ lạc kêu gọi mọi người từ khắp nơi tụ về để cùng chiến đấu. Trống thường thuộc về những người thủ lĩnh và là biểu tượng của quyền lực. Người thủ lĩnh có quyền lực càng lớn thì trống càng to và đẹp. Trống đồng cũng được coi là một tài sản quý, và được chôn theo khi người chủ qua đời.
Ngày nay, ngoài hàng trăm chiếc trống đồng được lưu giữ và trưng bày trang trọng ở các bảo tàng quốc gia và các địa phương, dường như trống đồng đã vắng mặt trong cuộc sống đời thường kể cả những dịp hội hè, lễ tết, người ta chỉ còn gặp trống đồng ở các viện bảo tàng và các truyện cổ tích. Tuy nhiên, vùng đất Thanh Sơn miền tây của tỉnh Phú Thọ là nơi duy nhất tại Việt Nam vẫn còn ngày hội Trống đồng của dân tộc Mường với "Đâm đuống" và "Chàm thau". Đây cũng là một trong số những vùng của Việt Nam phát hiện được nhiều trống đồng trong lòng đất nhất. Chính vì lý do đó mà  Việt Nam đã khôi phục một tập tục đánh trống đồng ngày giỗ Tổ các vua Hùng 10 tháng 3 Âm lịch hàng năm.
Người Karenni tại Myanmar vẫn còn sử dụng trống đồng cho các nghi thức cầu mưa. Trống đồng cũng là nhạc cụ lễ nghi phổ biến trong các dân tộc Khơ Mú, Pu Péo, Lô Lô và Mường ở Việt Nam hiện nay. Trong những cộng đồng này người ta sử dụng nó với mục đích tang lễ, ngoài ra không dùng cho bất kỳ trường hợp nào khác.

## Sử liệu

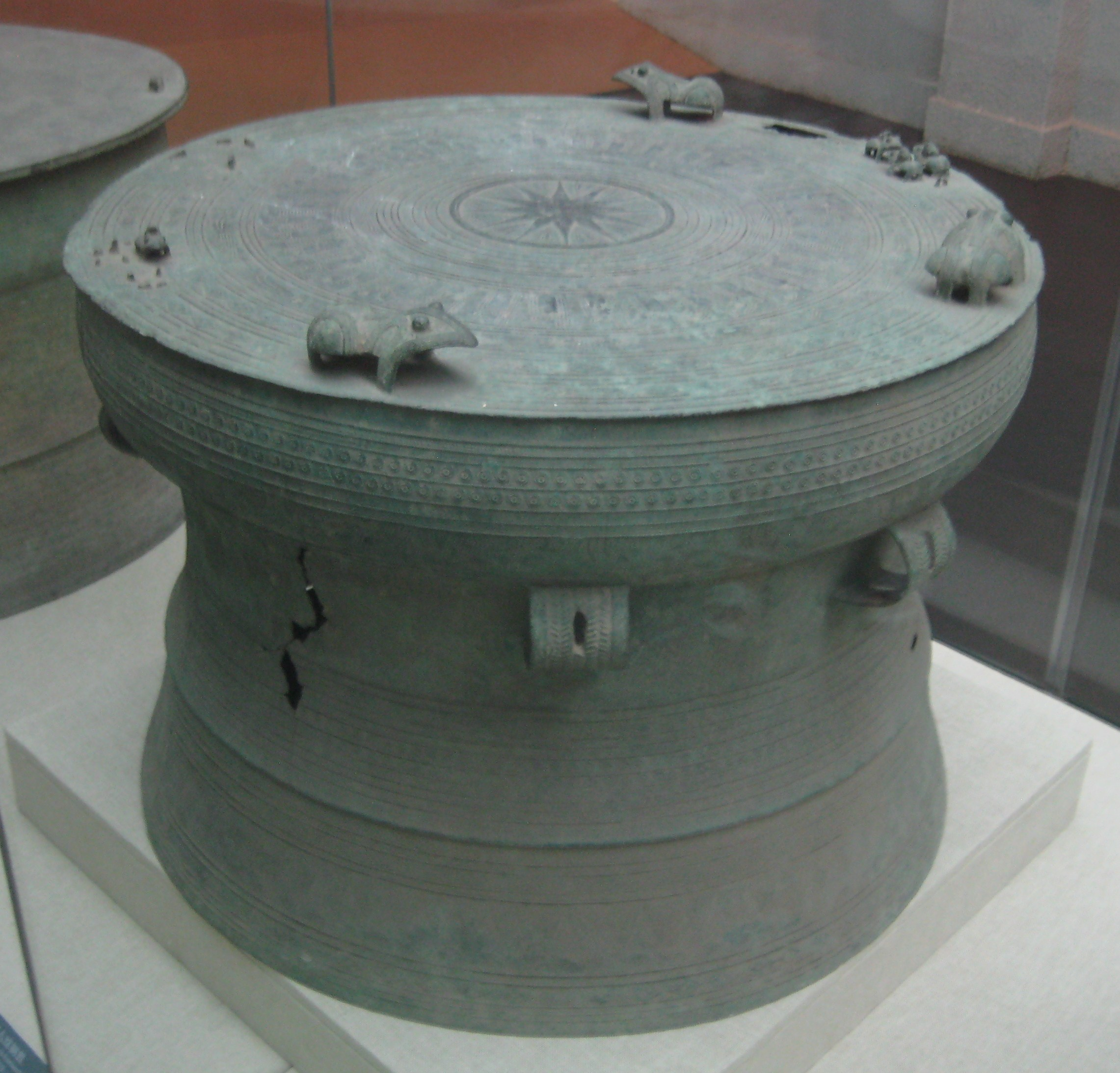
Trống đồng phát hiện tại Bình Nam, Quảng Tây, Trung Quốc

Ghi chép cổ nhất có liên quan đến trống đồng xuất hiện trong Sử Bản (tiếng Trung: 史本; bính âm: Shǐ běn, một cuốn sách Trung Quốc từ trước thế kỷ thứ 3 trước Công nguyên. Cuốn sách này nay không còn, nhưng được dẫn lại một phần tại một cuốn sách cổ khác: cuốn Thông điển (通典) của Đỗ Hữu (杜佑).
Hậu Hán thư (後漢書), quyển 14 ghi: "Dân Giao Chỉ có linh vật là trống đồng, nghe đánh lên họ rất hăng lúc lâm trận....". Sách này còn chép rằng Mã Viện, tướng nhà Hán, sau khi dập tắt cuộc nổi dậy của Hai Bà Trưng vào khoảng 40-43, đã tận thu trống đồng của các thủ lĩnh địa phương, một phần đem tặng, phần nấu chảy để đúc ngựa và cột đồng Mã Viện.
Vào thế kỷ 14, sứ giả Nhà Nguyên là Trần Phu (陳孚) sau khi đi sứ Đại Việt đã có bài thơ nêu cảm nghĩ của mình, trong đó kỳ 1 nguyên văn như sau:
金戈影裏丹心苦，
銅鼓聲中白髮生。— 陳孚, 交州使還感事其一

Trần Phu có đề cập đến tiếng trống đồng chứng tỏ thời kỳ này trống đồng vẫn được sử dụng.
Các cuốn Việt Điện U Linh Tập và Lĩnh Nam Chích Quái thế kỷ 14 ghi lại nhiều truyền thuyết về trống đồng. Các cuốn sử như Đại Việt Sử ký Toàn thư cũng nói đến trống đồng.

## Khảo cổ

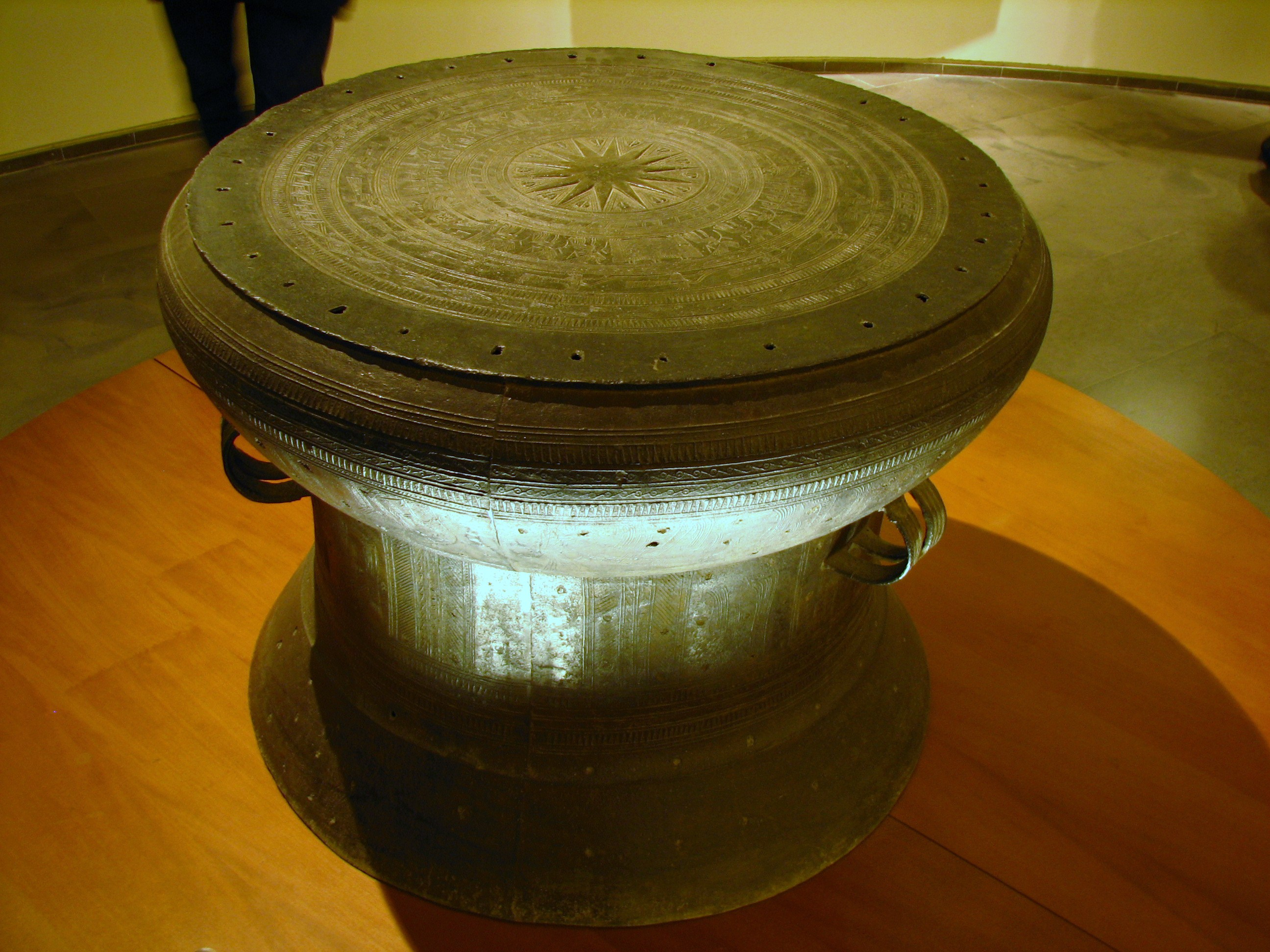
Trống đồng Đông Sơn trưng bày tại Bảo tàng Guimet, Paris, Pháp.

Trống đồng là một trong những loại di chỉ khảo cổ học quan trọng nhất tìm được tại Đông Nam Á và phía Nam Trung Quốc. Trong các vùng này, các nhóm dân tộc đã sử dụng trống đồng từ thời tiền sử cho đến ngày nay. Các nhà khảo cổ học đã tìm thấy trống đồng ở nhiều vùng khác nhau ở Đông Nam Á, nơi tìm thấy trống thường là khu mộ táng quan trọng, mộ của những người đứng đầu trong làng. Nhiều trống được tìm thấy dọc theo các con sông và đường thủy ở Đông Nam Á, do đây là hình thức giao thông chính của dân cư bản địa thời đó.
Bắc Việt Nam và Tây Nam Trung Quốc (đặc biệt là tỉnh Vân Nam và khu tự trị người Tráng ở Quảng Tây là hai vùng nơi đại đa số các trống đồng cổ đã được tìm thấy. Theo một báo cáo năm 1988, Trung Quốc đã tìm được 1460 trống đồng. Tổng số trống đồng tìm được ở Việt Nam cho đến năm 1980 là 960 chiếc, trong đó có 540 chiếc thuộc loại trống đồng Đông Sơn và 420 chiếc thuộc trống đồng Ngọc Lũ.
Ngoài ra, trống đồng còn được tìm thấy ở nhiều nước khác như: Indonesia, Thái Lan, Myanmar, Lào, Campuchia, Malaysia, Philippines và Nhật Bản.
Trống đồng đã có vai trò quan trọng bậc nhất trong văn hóa Đông Sơn - nền văn hóa được biết đến với những trống đồng trang trí cầu kỳ được tìm thấy ở nhiều nơi ở Đông Nam Á và Bắc Việt Nam. Số lượng lớn trống Đông Sơn đã được tìm thấy tại Mê Linh - trung tâm của văn hóa Đông Sơn. Nhiều trống Đông Sơn cũng được tìm thấy ở đồng bằng sông Hồng - vùng dân cư đông đúc thời cổ.

## Cấu tạo và cách sử dụng

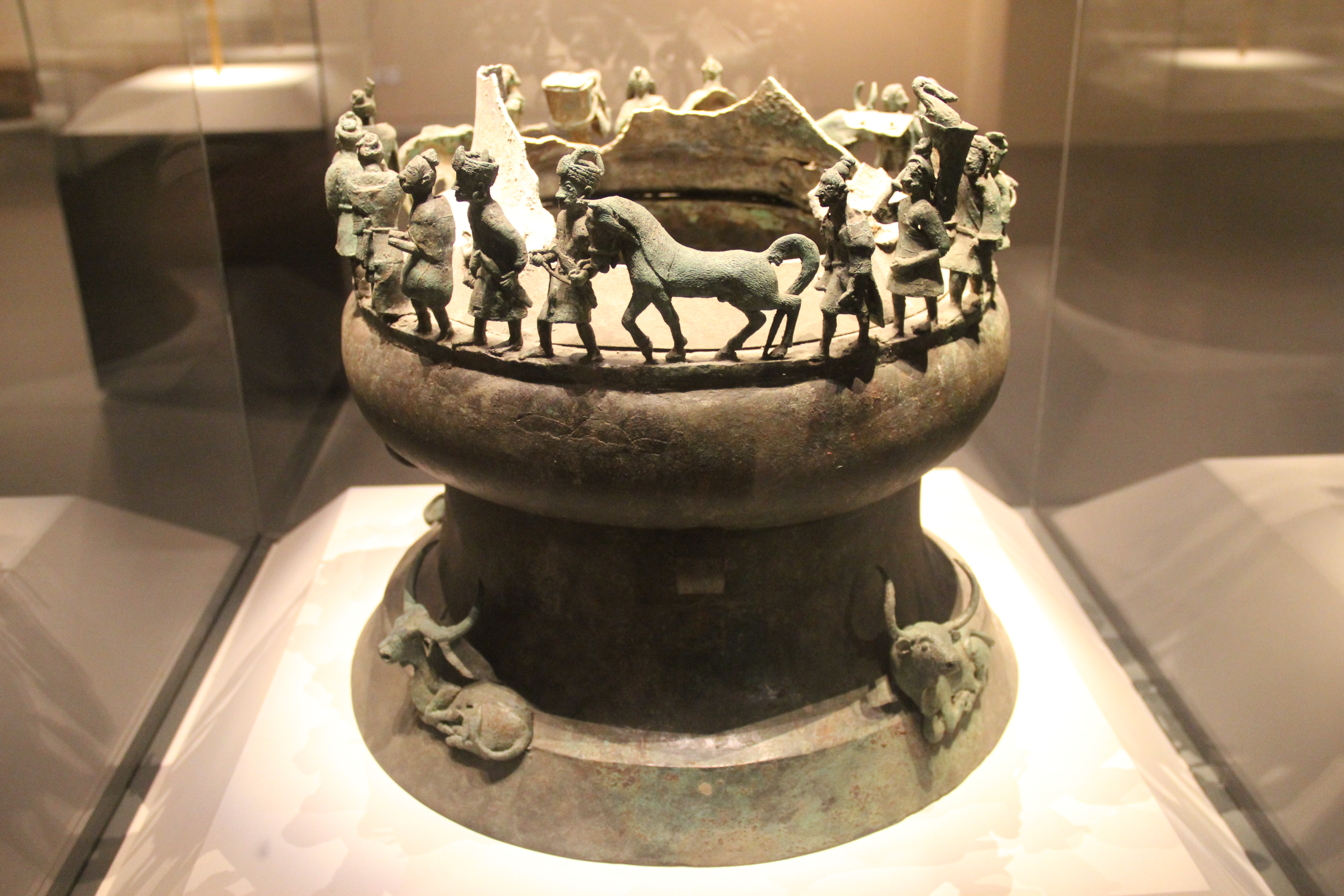
Trống đồng của Vương quốc Điền được tìm thấy ở Vân Nam, Trung Quốc.

Trống đồng thường có đường kính mặt khoảng 50 cm, cao từ 45 đến 50 cm, mặt trống phủ vừa sát đến tang trống. Điều này cho thấy chúng có kích cỡ trung bình so với các loại trống đồng Đông Sơn đã phát hiện ở Việt Nam. Giữa mặt trống có ngôi sao 14 cánh, không có tượng cóc trên rìa mặt trống. Phần trên thân trống phình ra, đỡ lấy mặt trống, phần dưới hình viên trụ tròn.
Loại trống đồng này đúc bằng hợp kim đồng, âm thanh không vang, không trong như loại Hê gơ I của trống đồng đông Sơn.
Người ta đặt úp trống trên sàn nhà hay trên mặt đất, dùng cái dùi có mỏ khoắm bọc vải gõ vào. Trong nghi thức tang lễ người ta dùng trống đồng với kèn bầu, cồng chiêng, thanh la và trống bịt da dê. Riêng người Khơ Mú họ dùng dùi thẳng có phần đầu bọc vải để gõ vào trống úp xuống, còn người Lôlô đặt hai cái trống đồng nằm nghiêng hoặc treo nghiêng, mặt trống đối diện nhau và dùng dùi thẳng như người Khơ Mú.
Tiếng trống đồng đối với những dân tộc kể trên là âm thanh của trời (tiếng sét), còn mặt trống tượng trưng cho mặt trời. Tiếng trống sẽ dẫn đường cho linh hồn người chết về với tổ tiên họ.
Trống đồng của Việt Nam rất đa dạng. Ngoài những loại trống kể trên còn nhiều loại khác như Quảng Xương, Sông Đà, Thượng Lâm, Hoàng Hạ và Ngọc Lũ.
Cho đến hiện tại, một số nhánh người Dao và người Tráng tại Trung Quốc vẫn sử dụng trống đồng trong các lễ nghi truyền thống. Tại Việt Nam, một số dân tộc như người Mường, người Pu Péo, người Lô Lô vẫn sử dụng trống đồng. Theo phong tục Pu Péo, có trống "đực", trống "cái" được ghép với nhau thành cặp đôi. Hai trống treo quay mặt vào nhau, một người đứng giữa cầm củ chuối gõ trống phục vụ lễ cúng. Người Lô Lô cũng đánh trống đồng theo cặp: một trống đực và một trống cái. Trống to (trống cái) gọi là dảnh mo, trống bé (trống đực) gọi là dảnh pố.

## Phân loại
Theo phân loại của nhà khảo cổ học người Áo Franz Heger:

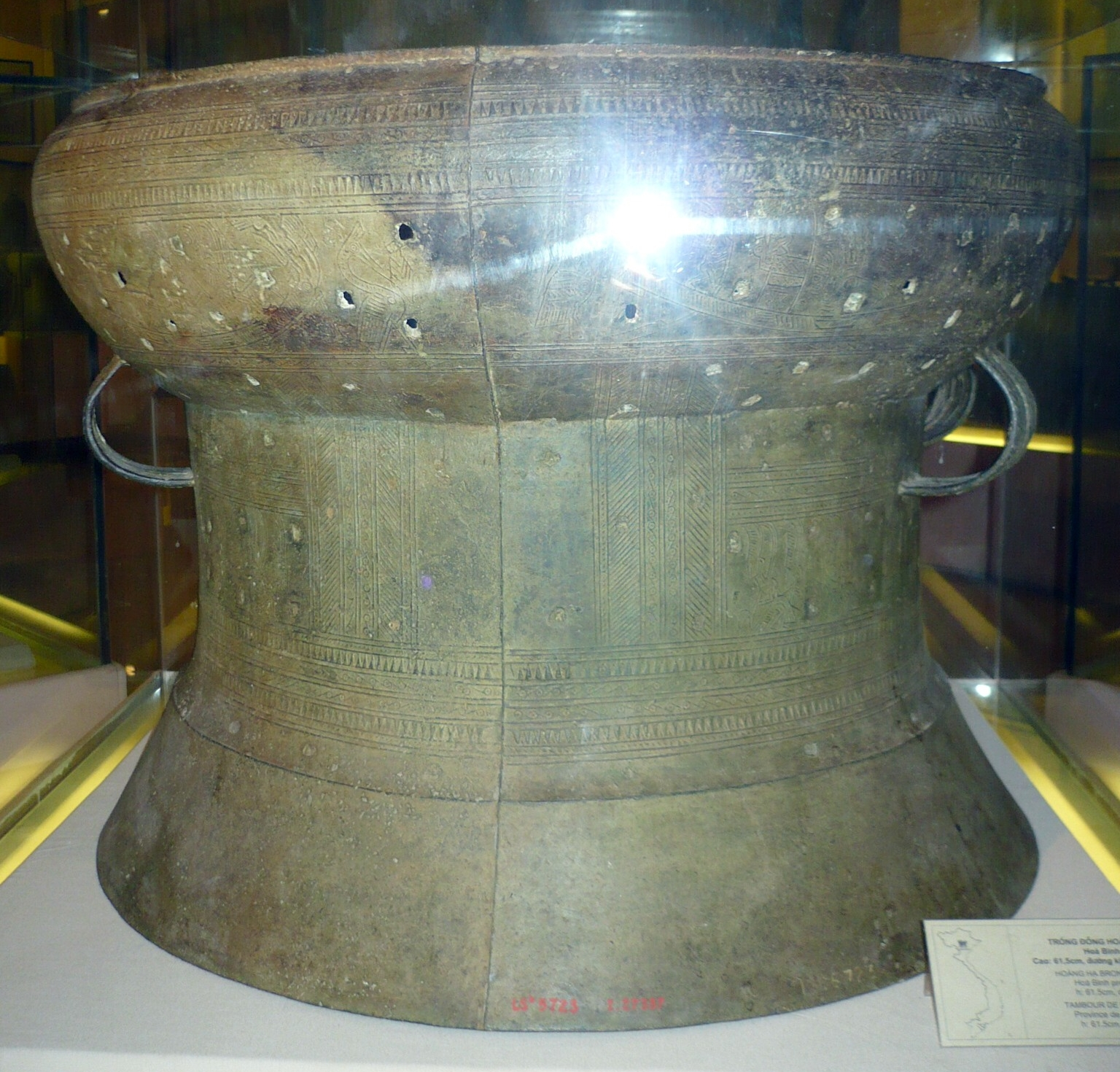
Trống đồng Hoàng Hạ, loại Heger I, trưng bày tại Bảo tàng lịch sử Việt Nam, Hà Nội, Việt Nam.

- Trống Heger I, còn được nhiều người gọi là trống Đông Sơn. Trống loại này thường lớn, thân trống hình trụ thẳng đứng. Mặt dưới để trống, mặt trên có hình sao đúc nổi với 12 cánh. Trên một số trống, chỉ có 8 cánh sao, như trống đồng Quảng Xương, hoặc 14 cánh như trống đồng Ngọc Lũ, Sông Đà, Thượng Lâm. Hoặc 16 cánh như Hoàng Hạ, Salayar. Trống loại này được tìm ở khắp vùng Đông Nam Á, nhưng tập trung nhiều nhất ở Việt Nam. Tiêu biểu nhất là các trống đồng Ngọc Lũ, Hoàng Hạ, và Sông Đà.

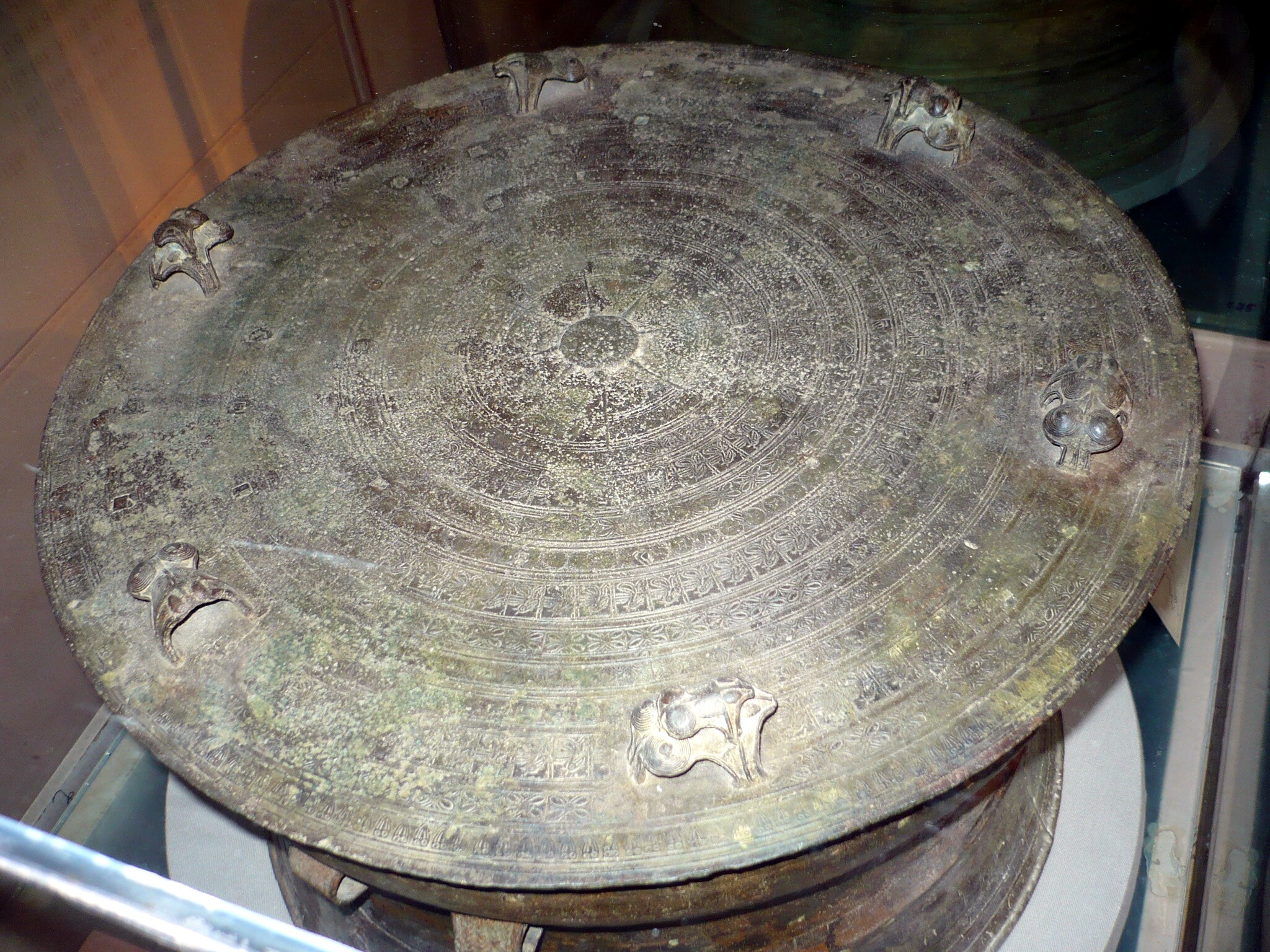
Trống đồng Lạng Sơn, loại Heger II, trưng bày tại Bảo tàng lịch sử Việt Nam, Hà Nội, Việt Nam.

- Trống Heger II: thân trống chỉ có 2 phần, không có hình người hay vật nữa, thay vào đó toàn là hoa văn hình học. Trên mặt trống thường có hình khối bốn con cóc, đôi khi sáu con. Mặt trời có 8 tia. Loại này phân bố ở vùng Quảng Đông và Quảng Tây, Trung Quốc; ở Việt Nam cũng có nhiều loại trống này và còn được người Mường sử dụng, nên có người gọi là trống Mường.

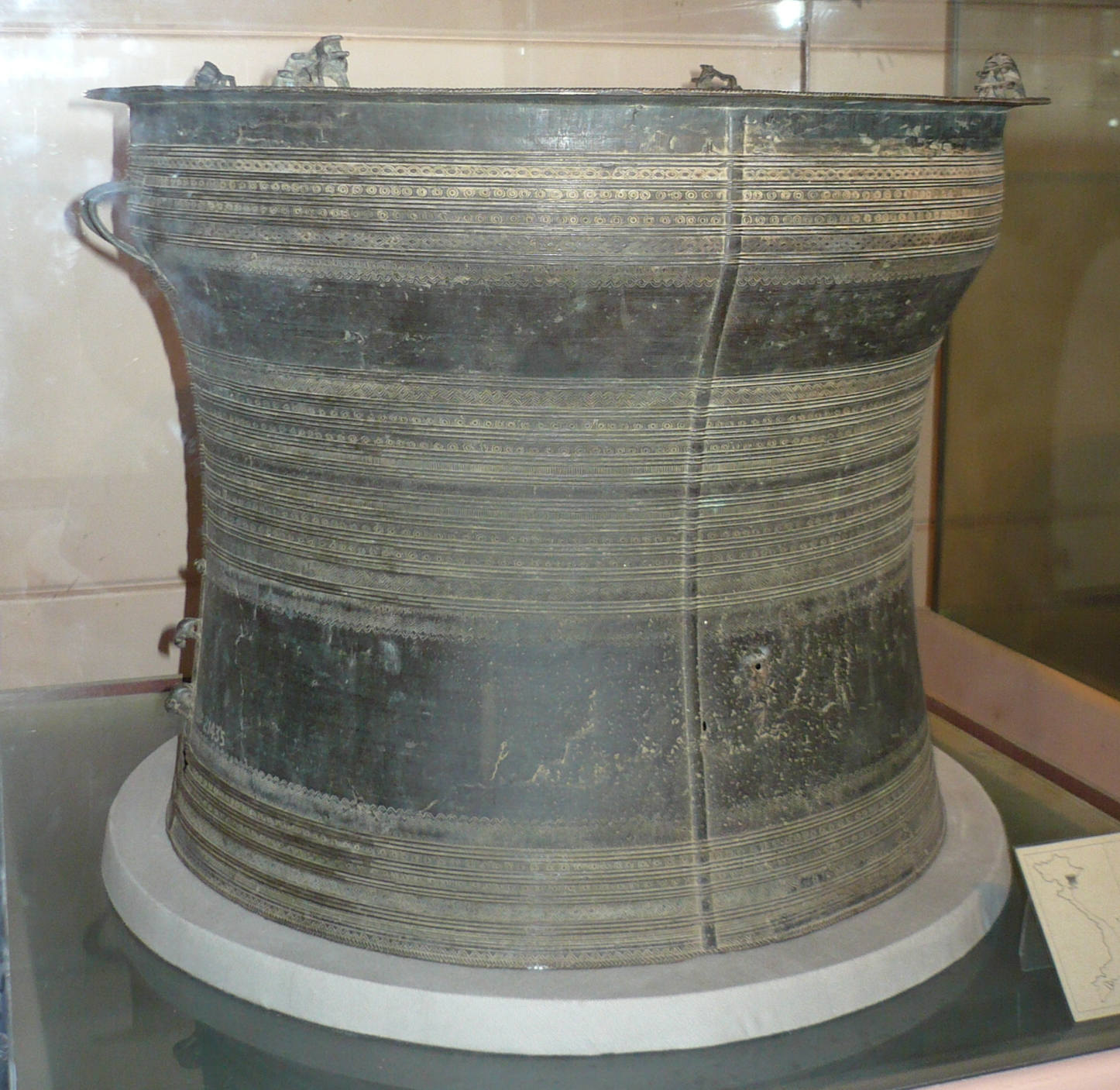
Trống đồng Tân Độ, loại Heger III, trưng bày tại Bảo tàng lịch sử Việt Nam, Hà Nội, Việt Nam.

- Trống Heger III có quai nhỏ đẹp. Mặt trời có 12 cánh. 4 góc mặt có cóc, thường là ba con chồng lên nhau thành 12. Trang trí toàn bằng họa tiết hình học và hoa văn. Dưới chân có đoàn voi đúc nổi đi chung quanh cây "đời sống". Đôi khi ốc thay voi. Được phát hiện ở Việt Nam, Lào, Thái Lan, Myanmar và Vân Nam (Trung Quốc).

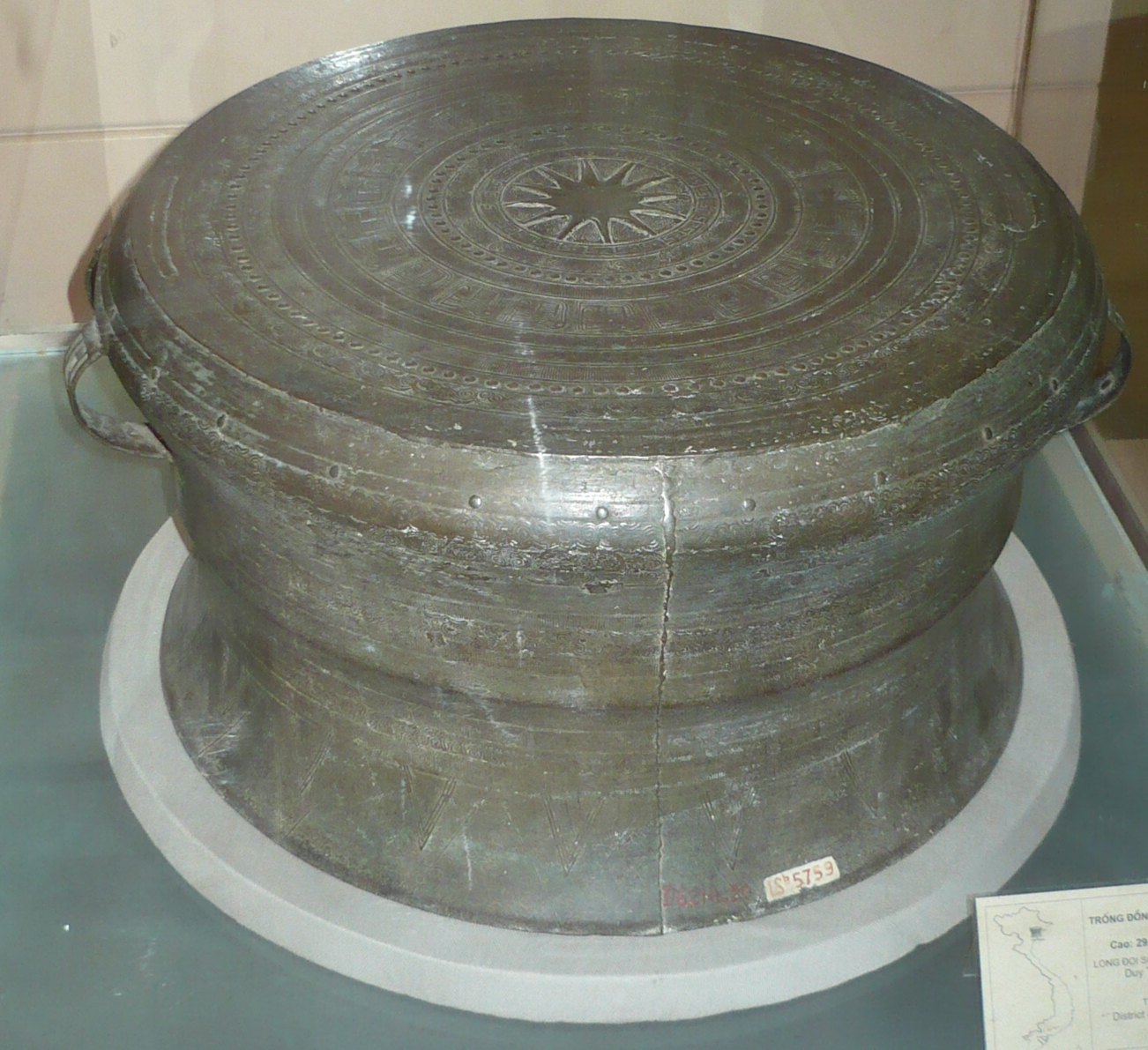
Trống đồng Long Đọi Sơn, loại Heger IV, trưng bày tại Bảo tàng lịch sử Việt Nam, Hà Nội, Việt Nam.

- Trống Heger IV có kích thước thường nhỏ, không có cóc. Ngôi sao bao giờ cũng 12 tia, nhiều khi rõ tên 12 con vật địa chi. Tìm thấy ở Trung Quốc và Việt Nam.

Trong cách phân loại này, trống loại I được cho là cổ nhất.
Tại Indonesia, có loại trống đồng đặc biệt, thân dài, gọi là trống Moko và không xếp vào các loại trống Heger. Tuy nhiên, cũng có người cho rằng thiết kế và kiểu trang trí của loại trống này rất có thể có nguồn gốc từ văn hóa Đông Sơn. Nổi tiếng nhất trong các trống Moko là chiếc "Trăng Pejeng" (Moon of Pejeng) có đường kính 160 cm và chiều cao 180 cm, được cho là có tuổi khoảng từ 1000 đến 2000 năm, hiện được dùng trong điện thờ tại Pejeng, Bali. Người dân trên đảo Alor, Indonesia, vẫn dùng trống Moko làm đồ dẫn cưới và là biểu tượng cho địa vị xã hội.
Năm 1976, người ta phát hiện loại trống nhỏ ở Vạn Gia Bá (万家坝), Trung Quốc, được đặt tên là trống Vạn Gia Bá. Theo cách phân loại của Trung Quốc, loại trống này là trống Tiền Heger và là nguồn gốc của mọi loại trống Heger. Ở Việt Nam, cũng đã tìm thấy loại trống này, nhưng nhiều nhà khảo cổ học Việt Nam lại coi loại trống này thuộc giai đoạn cuối của loại Heger I.

## Nghiên cứu về nguồn gốc trống đồng
Tại phương Tây, đã có dấu vết rằng người ta đã biết về trống đồng từ năm 1682. Nhưng mãi tới cuối thế kỷ 19 mới có học giả bàn về trống đồng như Hirth (1890), tác giả này cho rằng trống đồng là của Trung Quốc. Rồi De Grooth (1901) cho là của Việt Nam. Trong cuốn Alte Metalltrommeln aus Südost Asien (Trống kim loại cổ Đông Nam Á) năm 1902, Franz Heger, nhà khảo cổ học người Áo khẳng định rằng trống đồng xuất phát từ miền Bắc Việt Nam và trung tâm các cuộc tìm kiếm sau này về trống đồng phải là ở vùng này. Ông Heger phân chia 165 chiếc trống được biết đến lúc ấy thành bốn loại - phân loại Heger. Trước thập niên 1950, một số phân loại khác đã được đề xuất, nhưng không có cách nào được chấp nhận rộng rãi như phân loại của Heger.
Các nghiên cứu về trống đồng mãi đến cuối thế kỷ 19 mới được bắt đầu và được bắt đầu bởi người phương Tây. Trước thập niên 1950, hầu hết các nghiên cứu quan trọng đều được viết bởi các học giả phương Tây, đặc biệt nhất là Heger. Sau khi Cộng hòa Nhân dân Trung Hoa được thành lập vào năm 1949 và Việt Nam bị chia cắt vào năm 1954, các học giả Việt Nam và Trung Quốc bắt đầu chiếm lĩnh lĩnh vực nghiên cứu về trống đồng. Đến cuối thập niên 1970 và đầu thập niên 1980, đã có những cuộc tranh luận xung quanh việc phân loại trống, ý nghĩa các họa tiết trang trí, niên đại trống..., nhưng chủ đề tranh luận chính yếu là trống đồng xuất phát từ đâu: miền Bắc Việt Nam hay miền Nam Trung Quốc. Các học giả Việt Nam ủng hộ phân loại của Heger và cho rằng trống đồng Đông Sơn (Heger loại I) là loại cổ nhất. Còn các học giả Trung Quốc ban đầu đa số phủ nhận phân loại của Heger, cho rằng kiểu trống tương ứng với Heger loại II mới là cổ nhất. Từ khi trống loại Vạn Gia Bá, loại trống gần giống loại Đông Sơn nhưng hoa văn đơn giản hơn, được tìm thấy ở Vân Nam, các học giả Trung Quốc lại quay về thống nhất với một cách phân loại theo thứ tự phân loại của Heger nhưng bổ sung một loại xếp thứ tự cổ hơn Heger loại I, đó là loại trống Vạn Gia Bá. Theo cách phân loại của Việt Nam, trống Vạn Gia Bá (trống Thuong Nong tìm thấy ở Việt Nam thập niên 1980 thuộc loại này) được xếp vào loại con của thời kỳ cuối của loại trống Đông Sơn.
Các nhà nghiên cứu Việt Nam và Trung Quốc vẫn chưa đi được đến một kết thống nhất về một xuất xứ Việt Nam hay Trung Quốc của trống đồng - một truyền thống mà có thể đã được chia sẻ giữa tổ tiên của cả hai. Thực tế là tại thời điểm trống đồng được phát minh, không có một đường biên giới giữa Bắc Việt Nam và Nam Trung Quốc. Nhiều nhóm người sống trong vùng đất rộng lớn đó đã có quan hệ với nhau về sinh học hoặc văn hóa hoặc cả hai. Học giả phương Tây Charles Higham, người đứng ngoài cuộc tranh cãi, cho rằng các xu thế dân tộc chủ nghĩa của các nhà khảo cổ học Việt Nam và Trung Quốc đã che lấp tình huống mà khảo cổ học đã khai lộ. Ông đưa ra giả thuyết rằng trống đồng đã được tạo bởi các nghệ sĩ tài hoa của một nhóm các xã hội có tổ chức ngày càng phức tạp với địa bàn trải rộng qua biên giới Việt-Trung hiện đại, để trang bị cho các chiến binh và làm biểu tượng cho vị thế cao của những người lãnh đạo. Ông viết: "Việc tìm kiếm nguồn gốc tại một vùng này hay vùng khác đã bỏ qua điểm quan trọng. Các thay đổi đã được thực hiện suốt từ vùng mà ngày nay là miền Nam Trung Hoa tới đồng bằng sông Hồng bởi các nhóm người mà thời đó đã trao đổi hàng hóa, tư tưởng, và cùng chống lại sự bành trướng từ phía Bắc của một quốc gia hùng mạnh và hiếu chiến".

## Trống đồng trung đại và hiện đại

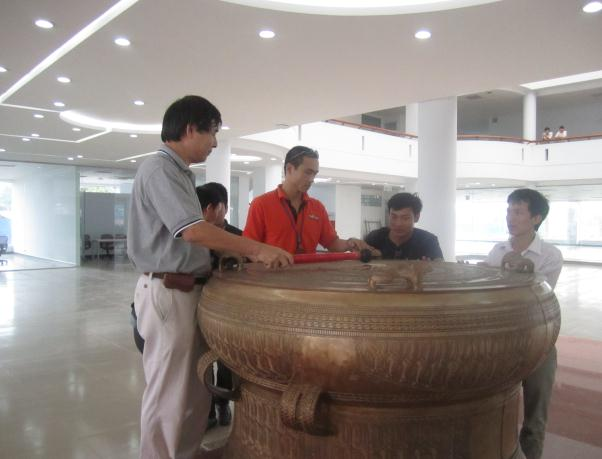
Trống đồng đúc hiện đại tại Thanh Hóa theo đơn đặt hàng, đặt tại tòa nhà giảng đường (Beta Building) ở cơ sở Hòa Lạc của Đại học FPT

Bảo tàng Lịch sử Việt Nam đang lưu giữ trống đồng Cảnh Thịnh nặng 32 kg, đường kính mặt 54,3 cm, cao 37,40 cm, được đúc mô phỏng theo kiểu trống da, hình trụ. Mặt trống không phẳng mà cong lên, chính giữa có hai vòng tròn kép tượng trưng cho mặt trời. Thân trống được chia làm ba phần, ngăn cách bằng hai đường gân nổi. Trống có 4 quai hình khuyên gắn cách đều trên thân. Xung quanh trống, từ trên xuống dưới, đúc nổi các băng hoa văn: nhũ đinh, lá đề, hồi văn chữ T và đề tài tứ linh: long, ly, quy, phượng. Văn tự được khắc trên thân trống nói về chuyện người vợ của Tổng thái giám Giao quận công thuộc năm Vĩnh Hựu thứ 2 đời Vua Lê Ý Tông (1736) góp công lập chùa Linh Ứng (nay là chùa Nành), cùng lời giới thiệu việc đúc trống để thờ cúng, tu bổ chùa. Văn tự trên thân trống còn cho biết trống được đúc vào tháng 4 năm thứ 8 niên hiệu Cảnh Thịnh đời Vua Nguyễn Quang Toản (1800), tại xã Phù Ninh, huyện Đông Ngàn, phủ Từ Sơn (nay thuộc xã Ninh Hiệp, Gia Lâm, Hà Nội).
Hiện tại, ở Thanh Hóa, vẫn có nhiều nghệ nhân đúc trống đồng bằng phương pháp thủ công, theo các đơn đặt hàng . Chẳng hạn, chính phủ Việt Nam đã đặt hàng đúc một số trống đồng để trưng bày tại một số Viện bảo tàng và Đại sứ quán của Việt Nam tại một số nước . Nhiều tổ chức và cá nhân cũng đặt đúc các trống đồng theo mẫu cổ, chẳng hạn như trống đồng đặt tại cơ sở Hòa Lạc của Đại học FPT theo mẫu trống đồng Đông Sơn.